# Чаруків (заказник)
Чару́ків — орнітологічний заказник місцевого значення в Україні. Розташований у межах Луцького району Волинської області, біля сіл Чаруків та Несвіч.
Площа 375 га. Статус надано згідно з розпорядженням облдержадміністрації № 132 від 26.05.1992 року. Перебуває у віданні: Чаруківська сільська рада.
Статус надано для збереження цінного природного комплексу в долині річки Полонка. Територія заказника охоплює стави, ділянки заплавних боліт і лук, та простягається на 7,5 км вздовж річки. Місце мешкання водоплавних та водолюбних птахів у період розмноження і міграції. Тут відмічено 104 види птахів, з них 58 гніздових: пірникози велика і мала, бугай, лебідь-шипун, крижень, чирянка велика і мала, нерозень, широконіска, чернь червоноголова і чернь чубата, лиска, чайка, лунь болотяний, мартин звичайний, грицик великий, очеретянка ставкова, вівсянка очеретяна та інші.   
З регіонально рідкісних видів трапляються: гагара чорновола, чепура велика і чапля руда, бугайчик, шилохвіст, крех великий, погонич малий, баклан великий, синиця вусата, вівсянка звичайна. 
Лелека чорний, чернь білоока, гоголь, лунь польовий, журавель сірий занесені до Червоної книги України.
У травні 2020 року на території заказника зруйнували гідротехнічну споруду, демонтувавши металеву трубу, яка з’єднувала стави з обвідним каналом, регулювала рівень води й була джерелом живлення ставків на природно-заповідній території. Цими діями спричинили зміни природних властивостей екосистеми об’єкта природно-заповідного фонду, порушили перерозподіл потоку води та створили небезпеку для довкілля.

## Галерея

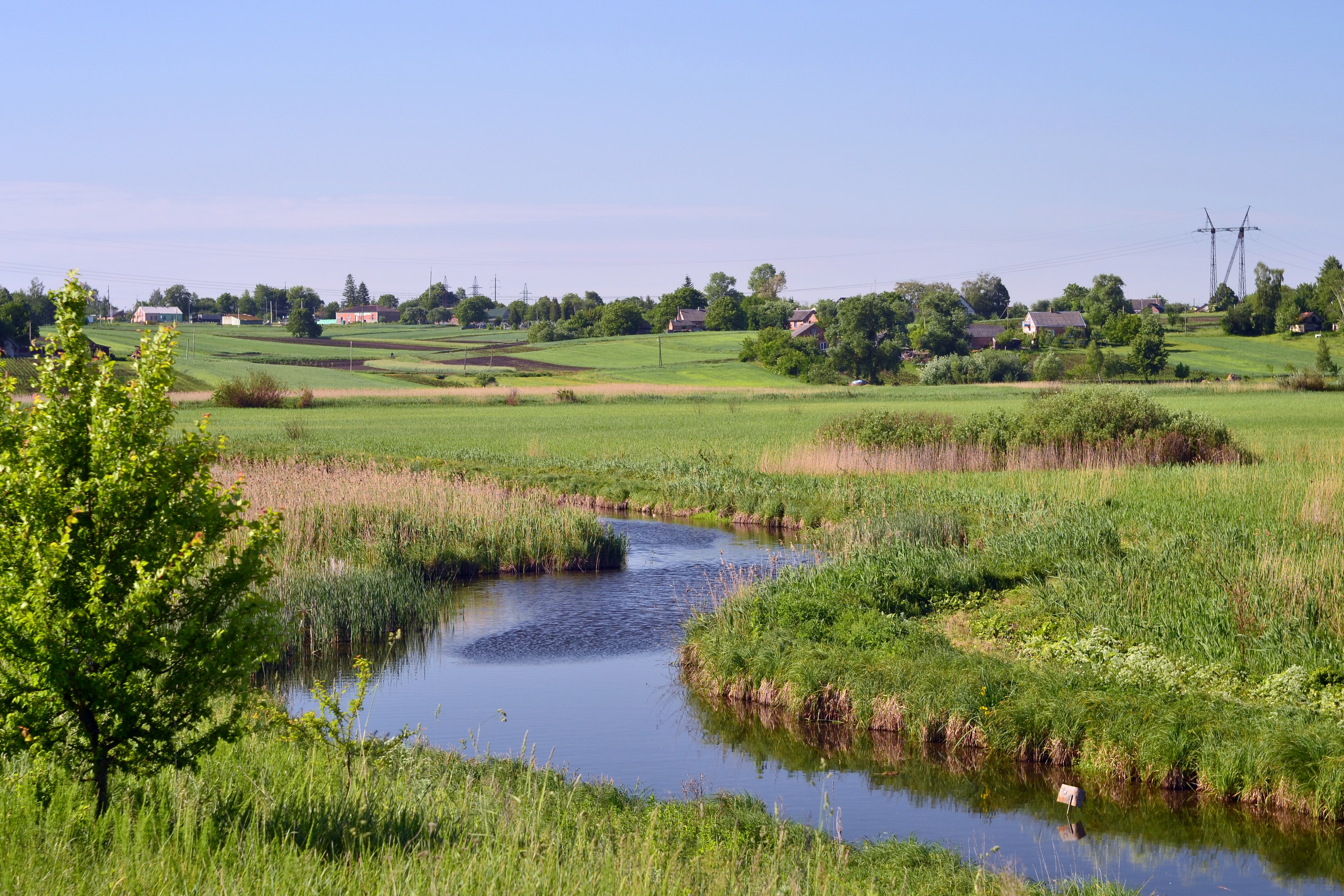
Вигляд зі сходу
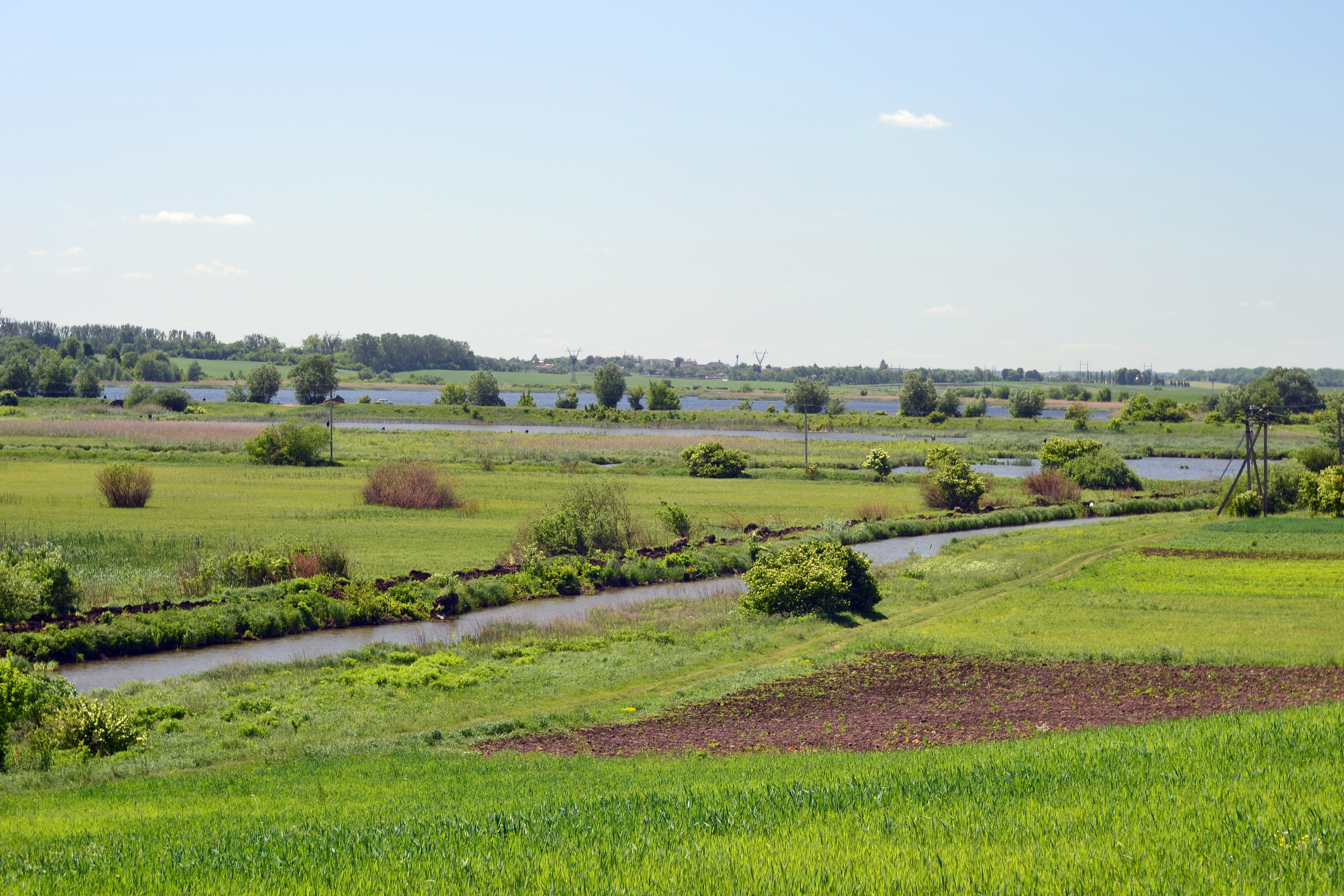
вигляд із заходу від с. Несвіч
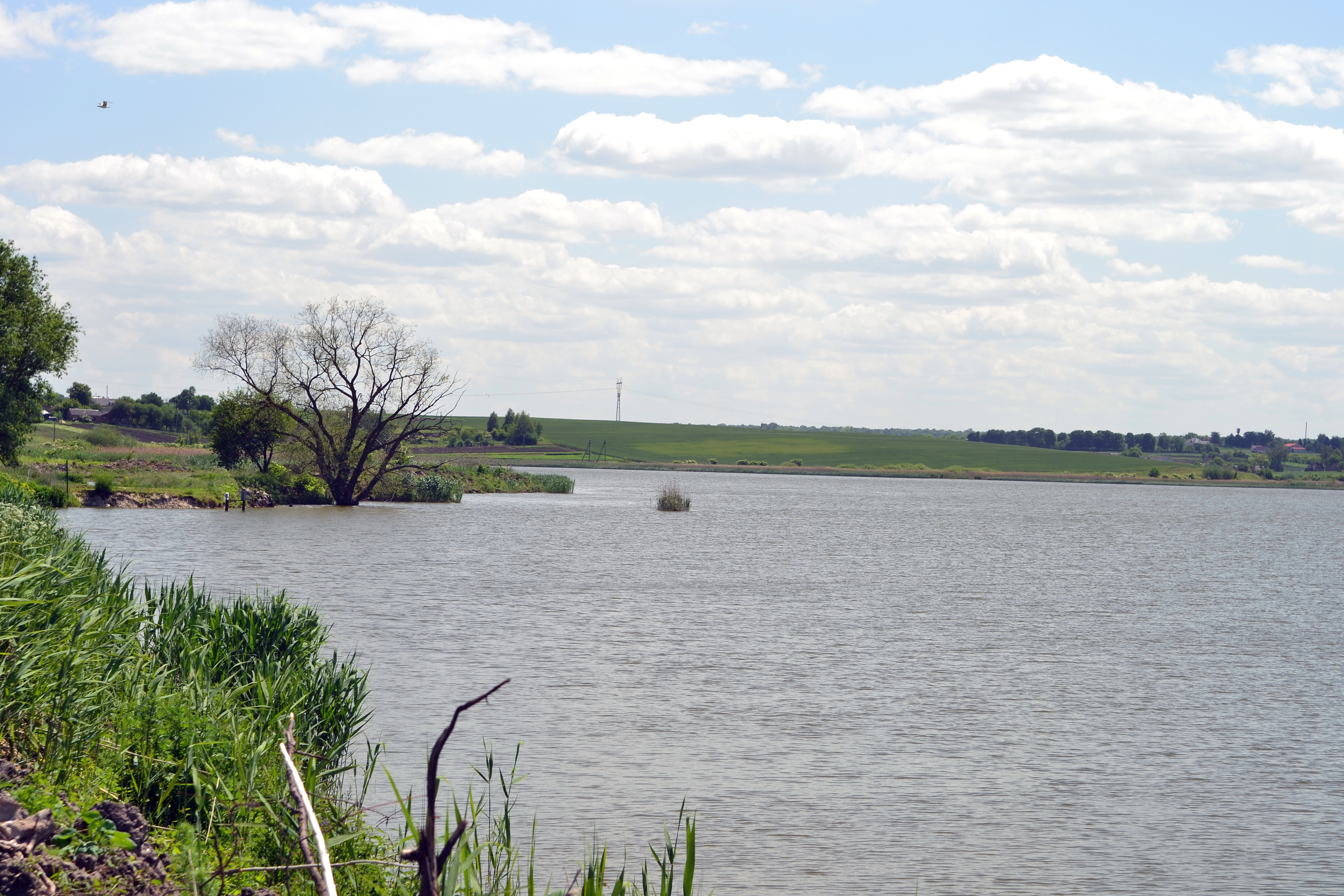
Вигляд з дамби
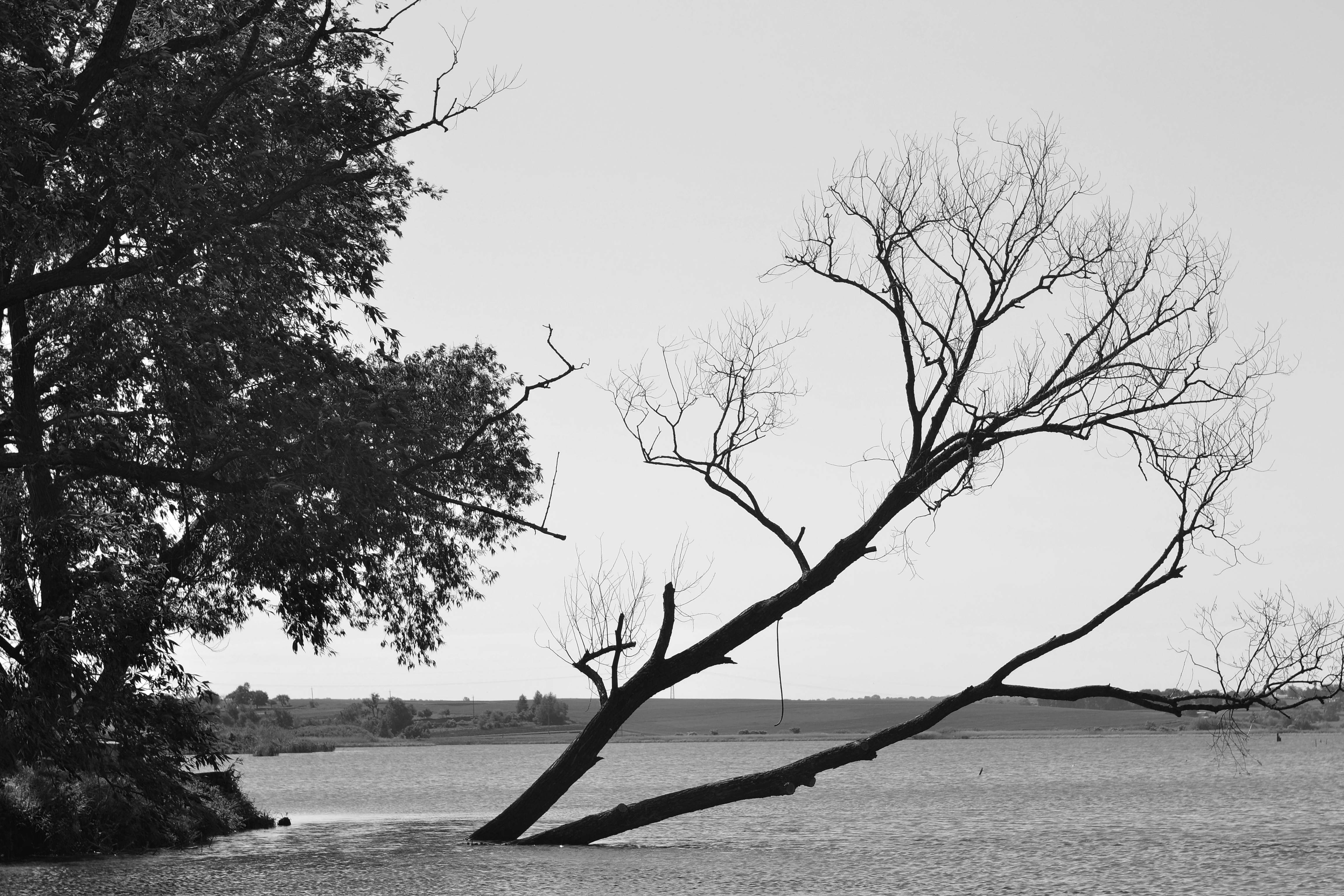
Вигляд з дамби (дерева)
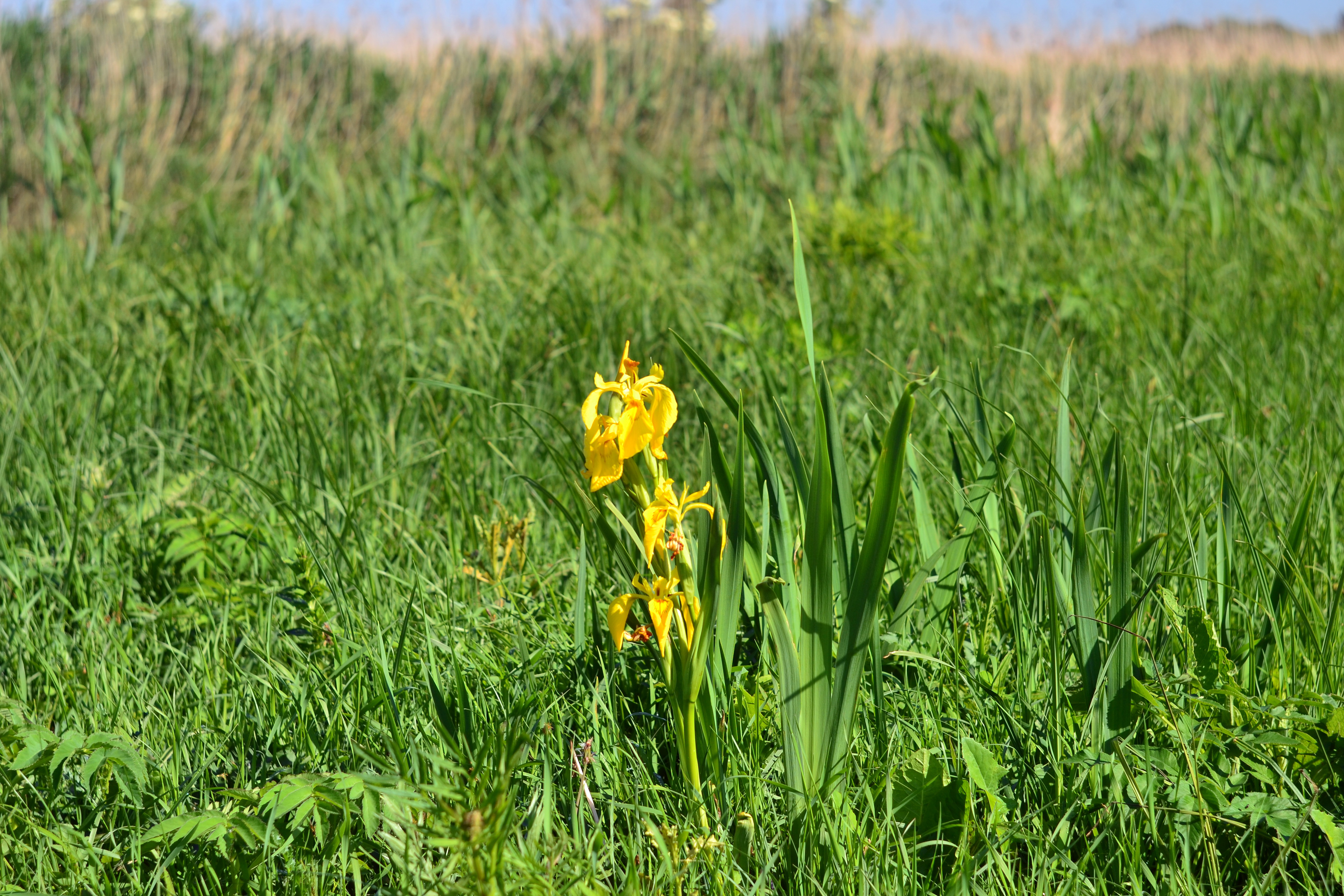
Півники болотні